# 艾蒂安·马纳克
艾蒂安·马纳克（Étienne Manac'h 1910年2月3日—1992年2月14日）法国职业外交官、作家，1969年至1975年成担任法国驻华大使，有说法称，马纳克于1942年至1971年曾为苏联间谍。